# Rắn mù đen
Rắn mù đen (tên khoa học: Gerrhopilus ater) là một loài rắn trong họ Gerrhopilidae (trước năm 2010 coi là thuộc họ Typhlopidae). Loài này được Schlegel mô tả khoa học đầu tiên năm 1839.
Loài rắn này phân bố tại Indonesia (Java, Ternate, Sulawesi, Halmahera, Waigeu, Salawati, Irian Jaya, Bali) và New Guinea.